# Luis de Ocharan
Luis de Ocharan Mazas (Pays basque ou Cantabrie en 1858 - ca. 1926) est un photographe, homme d'affaires et écrivain espagnol.

## Biographie

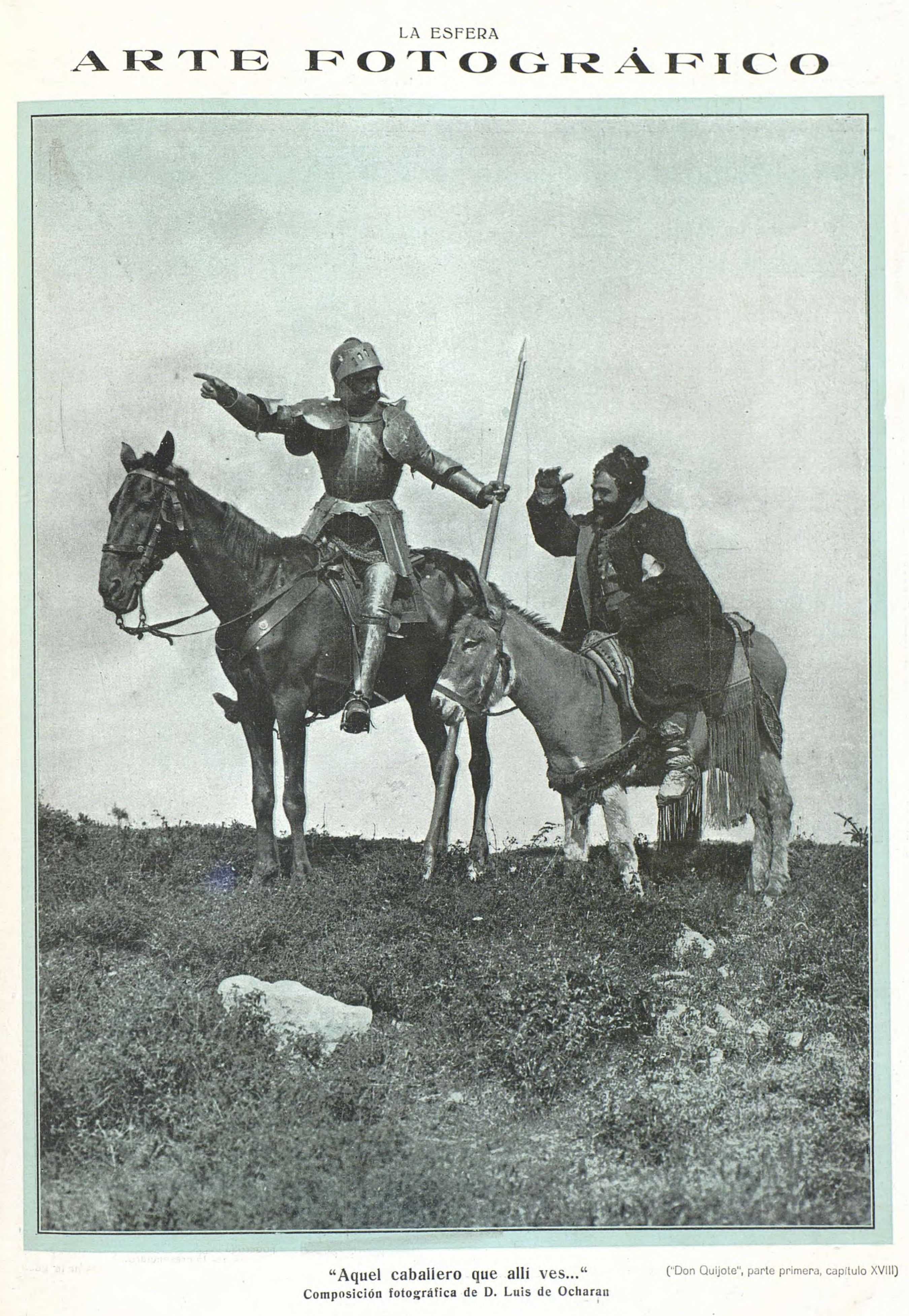
Don Quichotte

Né à Bilbao ou Castro Urdiales, Luis de Ocharan est l'auteur des romans Angela (Bilbao, 1887), Marichu (Madrid, 1917) et Lola (Madrid, 1920). Comme photographe il a publié dans des revues telles La Ilustración Española y Americana et Graphos Ilustrado et il est l'auteur de photographies représentant Don Quichotte. Également passionné d'astronomie, il fit construire un observatoire sur l'une de ses propriétés à Castro Urdiales.